# Aaron Zehnter
Aaron Zehnter (Sonderhofen, 31 ottobre 2004) è un calciatore tedesco, centrocampista del Wolfsburg.

## Carriera

### Giovanili e Paderborn
Si forma nelle giovanili dell'Augusta con cui esordisce in Coppa di Germania il 31 luglio 2022, subentrando al 87' a Iago nella vittoria in trasferta per 4-0 ai danni del Blau-Weiß Lohne. Il 3 marzo 2023 arriva l'esordio in campionato subentrando al 90' nella vittoria per 1-0 contro il Bayer Leverkusen, giocherà il resto della stagione con la seconda squadra, militante in Regionalliga.
Il 4 gennaio 2024 si trasferisce al Paderborn per 100 mila euro  con cui esordisce il 21 gennaio 2024 nella sconfitta per 0-1 contro il Greuther Fürth.

### Wolfsburg
Il 30 giugno 2025 si trasferisce al Wolfsburg, firmando un contratto valido fino al 2030.

## Caratteristiche tecniche
Impiegato principalmente come esterno sinistro di centrocampo tuttavia può giocare anche come terzino 

## Statistiche
Statistiche aggiornate al 18 maggio 2025.
| Stagione          | Squadra           | Campionato        | Campionato | Campionato | Coppe nazionali | Coppe nazionali | Coppe nazionali | Coppe continentali | Coppe continentali | Coppe continentali | Altre coppe | Altre coppe | Altre coppe | Totale | Totale |
| Stagione          | Squadra           | Comp              | Pres       | Reti       | Comp            | Pres            | Reti            | Comp               | Pres               | Reti               | Comp        | Pres        | Reti        | Pres   | Reti   |
| ----------------- | ----------------- | ----------------- | ---------- | ---------- | --------------- | --------------- | --------------- | ------------------ | ------------------ | ------------------ | ----------- | ----------- | ----------- | ------ | ------ |
| 2022-2023         | Augusta           | BL                | 1          | 0          | CG              | 1               | 0               | -                  | -                  | -                  | -           | -           | -           | 2      | 0      |
| 2022-2023         | Augusta II        | RL                | 12         | 2          | -               | -               | -               | -                  | -                  | -                  | -           | -           | -           | 12     | 2      |
| 2023-gen.2024     | Augusta II        | RL                | 16         | 2          | -               | -               | -               | -                  | -                  | -                  | -           | -           | -           | 16     | 2      |
| Totale Augusta II | Totale Augusta II | Totale Augusta II | 28         | 4          |                 | -               | -               |                    | -                  | -                  |             | -           | -           | 28     | 4      |
| gen.-giu.2024     | Paderborn         | ZL                | 15         | 1          | CG              | -               | -               |                    | -                  | -                  |             | -           | -           | 15     | 1      |
| 2024-2025         | Paderborn         | ZL                | 32         | 3          | CG              | 1               | 0               |                    | -                  | -                  |             | -           | -           | 33     | 4      |
| Totale Paderborn  | Totale Paderborn  | Totale Paderborn  | 47         | 4          |                 | 1               | 0               |                    | -                  | -                  |             | -           | -           | 48     | 4      |
| Totale carriera   | Totale carriera   | Totale carriera   | 76         | 4          |                 | 2               | 0               |                    | -                  | -                  |             | -           | -           | 78     | 4      |